# 함양 여씨 세보
함양여씨세보(咸陽呂氏世譜)는 대전광역시 중구 한국족보박물관에 있는 함양 여씨 세보이다. 2016년 5월 30일 대전광역시의 문화재자료 제62호로 지정되었다.

## 개요
1704년 경주부에서 간행한 함양 여씨 세보로, 함양군삼성보(1481년)의 구보 서문을 수록하고 있어 조선중기에 향보가 존재하였음을 알려주는 자료이다. 본문은 원보와 별보로 나누어 각각 동성과 이성의 수록 인명 수를 정리한 통계정보가 수록 되었고, 간기 뒤에는 수록된 내용과 함께 인쇄에 사용된 종이 수량도 표시 되어 있다. 관아에서 간행했으며, 17세기 족보 형식에서 18세기 조선후기 전형적인 족보 형태로 변화를 보여준다.

## 참고 자료
- 함양여씨세보 - 국가유산청 국가유산포털